# ویتمن (آریزونا)
ویتمن (به انگلیسی: Wittmann) یک منطقهٔ مسکونی در ایالات متحده آمریکا است که در شهرستان مریکوپا، آریزونا واقع شده‌است. ویتمن ۲٫۵۰ کیلومتر مربع مساحت و ۹٬۶۵۵ نفر جمعیت دارد.